# Hell in the Heavens
Pour plus de détails, voir Fiche technique et Distribution.
Hell in the Heavens est un film dramatique américain de 1934 réalisé par John G. Blystone et écrit par Byron Morgan, Ted Parsons et Jack Yellen basé sur la pièce de théâtre Der Flieger d' Hermann Rossmann. Le film met en vedette Warner Baxter, Conchita Montenegro, Russell Hardie, Herbert Mundin, Andy Devine et William Stelling. Le film est sorti le 9 novembre 1934 par Fox Film Corporation.